# Préludes (Chopin)

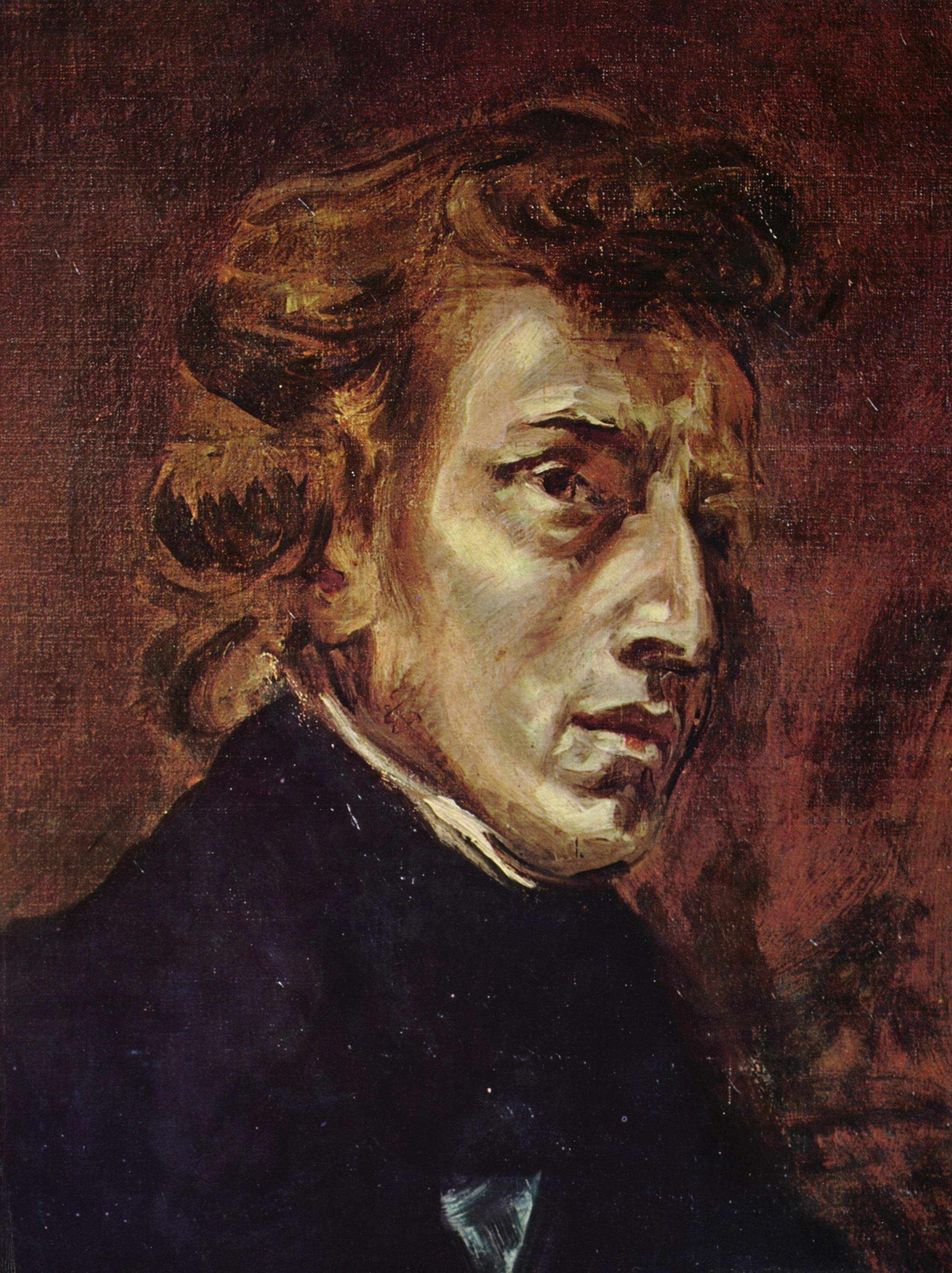
Chopin, Porträt von Eugène Delacroix

Die 24 Préludes op. 28 sind ein zwischen 1836 und 1839 komponierter Klavierzyklus von Frédéric Chopin. Die französische Erstausgabe widmete Chopin dem befreundeten Verleger und Konzertveranstalter Camille Pleyel.
Die stilbildende und epochale Sammlung gilt als ein Gipfelwerk seines Schaffens. Mit ihr knüpfte er an Das wohltemperierte Klavier des von ihm verehrten Johann Sebastian Bach an, der in den beiden Teilen 48 Präludien und Fugen systematisch durch alle Dur- und Molltonarten geführt hatte.
Mit der Spannung zwischen düsterer Melancholie, poetischer Melodieseligkeit und kraftvoll aufflammender Leidenschaft dokumentiert die Sammlung die Stimmungsbreite des Chopinschen Œuvres ebenso wie dessen zukunftsweisende Harmonik.

## Inhalt und Besonderheiten
Die Orientierung an Bachs Präludien zeigt sich nicht nur äußerlich im Titel des Werkes, sondern auch in der konstruktiven Verdichtung und Reduzierung des Materials, die Chopins Meisterschaft der knappen Aussage und kleinen Form zeigt, wie sie in den Mazurken und Etüden ebenfalls zum Ausdruck kommt.
Die französische Bezeichnung Préludes deutet darauf hin, dass der Komponist von der ursprünglichen Funktion des Vorspiels absah und auf die Nebenbedeutung des Begriffs verwies, indem er das Präludieren als Fantasieren verstand.
Vom Wohltemperierten Klavier abweichend folgen die einzelnen Stücke, die Chopin erst nachträglich in ein passendes Tonartenschema brachte, nicht der chromatischen Tonleiter von c bis h, sondern dem Quintenzirkel mit jeweils folgender Mollparallele. Dem ersten Prélude in C-Dur folgt somit eines in a-Moll, dem anschließenden in G-Dur eines in e-Moll bis zum abschließenden Prélude in d-Moll.

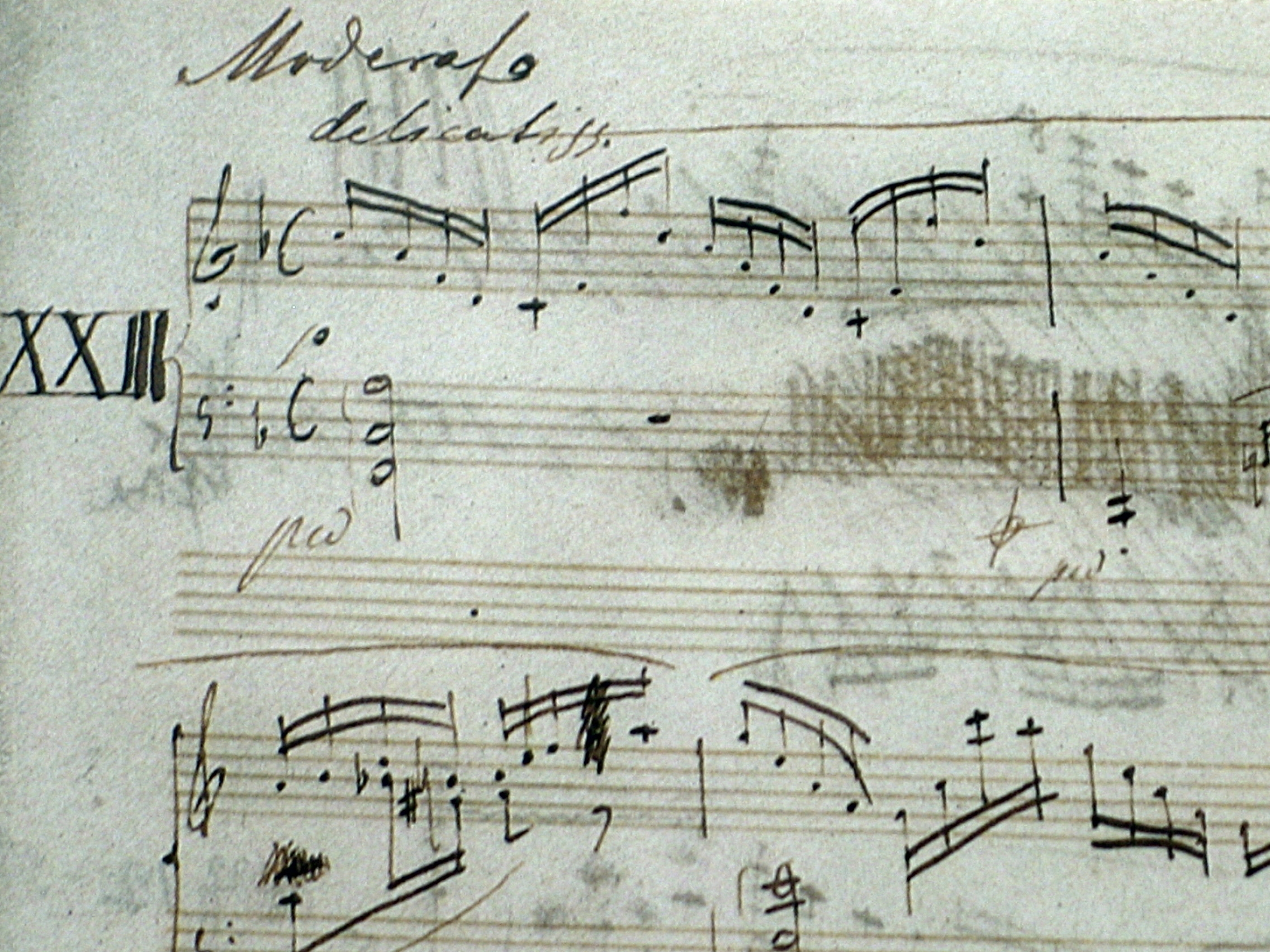
Chopins Handschrift des Preludes Nr 23 F-Dur. Moderato delicatiss. Original Valldemossa, Mallorca

Die Préludes entfalten sich jeweils aus einem motivischen Kerngedanken, der häufig nur einen Takt oder Taktteil umspannt. Dabei bindet die zyklische Abfolge die einzelnen Stücke in eine übergeordnete Dramaturgie ein.
Die Form ist proportioniert, die Entwicklung des Materials verzichtet auf fließende Grenzen oder verschleierte Phrasen. In der Regel handelt es sich um einfache zwei- oder dreiteilige Liedformen.
Der klavieristische Anspruch des Zyklus reicht von einfachen Stücken über solche mittleren Grades bis zu hochvirtuosen Kompositionen, wie dem dramatischen, nur von herausragenden Pianisten zu meisternden b-Moll-Prelude Nr. 16 mit den Oktav-Sprüngen der linken und den rasenden Sechzehntel-Läufen der rechten Hand oder dem abschließenden Stück in d-Moll, das mit seiner weitgriffigen Bassfigur, den Verzierungen, Trillern, in die hohen Lagen rasenden Tonleitern und der fortissimo abwärts fallenden Terzkaskade ab Takt 55 als pianistischer Höhepunkt der Sammlung betrachtet werden kann.
Die Faktur dieser Werke verbindet sie mit den Etüden op. 10 und op. 25 (ebenfalls 24 Stücke), die sich – wie die Préludes – aus einer thematischen Keimzelle entfalten und bei denen jeweils ein bestimmter klaviertechnischer Aspekt bis an die Grenze des Spielbaren ausgereizt wird. Auch durch die knappe Sprache, expressive Tiefe, Dramatik und seelische Vielschichtigkeit sind beide Gattungen verbunden.
Wenige Stücke der Sammlung erinnern an Nocturnes, so das träumerische in Fis-Dur (Nr. 13), während andere (Nr. 7 in A-Dur) an eine Mazurka angelehnt sind oder an einen Trauermarsch erinnern (Nr. 20 in c-Moll).
Einige Préludes erfreuen sich auch bei Amateuren und Klavierschülern großer Beliebtheit. Hierzu gehört das Des-Dur-Prélude Nr. 15 mit dem düsteren Mittelteil, ein Werk, das seit dem Bericht von George Sand über die Entstehung auf Mallorca oft Regentropfen-Prélude genannt wird.

## Hintergrund und weitere Stücke
Neben Wolfgang Amadeus Mozart schätzte Chopin vor allem Johann Sebastian Bach. Dessen Wohltemperiertes Klavier beherrschte er auswendig und pflegte sich auf eigene Konzerte mit der Interpretation von Werken Bachs vorzubereiten. Seine Neigung zu Bach ging indes über pianistische und spieltechnische Aspekte hinaus. Gerade während der Entstehung seiner Préludes beschäftigte er sich intensiv mit dem großen Vorbild.
Es existieren noch drei weitere Préludes außerhalb des Zyklus; neben einem Werk in cis-Moll op. 45 (1841) und einem in As-Dur (Presto con leggierezza, 1834) gibt es ein unvollendetes in es-Moll, dem Jeffrey Kallberg in Anlehnung an die „Teufelstrillersonate“ von Giuseppe Tartini den Beinamen Devil’s Trill gab.
Das recht häufig gespielte, Prinzessin Elisabeth Czernicheff gewidmete cis-Moll-Prélude, ist in mehrfacher Hinsicht ungewöhnlich. Neben der relativen Länge überrascht es durch seine improvisatorische Einleitung, die aus einer Folge tonal scheinbar losgelöster, absteigender Sextakkorde über drei Takte besteht, die expressive, bisweilen entrückte Stimmung, die durch die beständige Achtelbewegung der linken Hand intensiviert wird, sowie die Cadenza (leggierissimo e legato), die mit gewagten chromatischen Modulationen paralleler Quint- und Sext-Bewegungen nach einer dynamischen Steigerung im Quartsextakkord forte endet und das schmerzliche Ende des Stückes einleitet.

## Widmung
Der Pianist und Komponist Joseph Christoph Keßler widmete Chopin 1835 seine Etüden op. 31, so dass ihm Chopin im Gegenzug seine Préludes op. 28 widmen wollte. Der Name Keßler findet sich noch auf dem Autograph und einer Abschrift. Erst im März 1839 schrieb Chopin in einem Brief an seinen Freund Julian Fontana, das Werk solle Camille Pleyel gewidmet werden. Für die deutsche Erstausgabe, die bei Breitkopf & Härtel erschien, kam diese Nachricht jedoch zu spät, so dass diese tatsächlich eine Widmung an Keßler enthält. Nur die französische Erstausgabe ist Pleyel zugeeignet.

## Wirkung und Rezeption
Die Dichte und Konzentration der Stücke sollte sich als ebenso stilbildend erweisen wie manche harmonische Kühnheiten, so im verstörend modern wirkenden zweiten Stück in a-Moll.

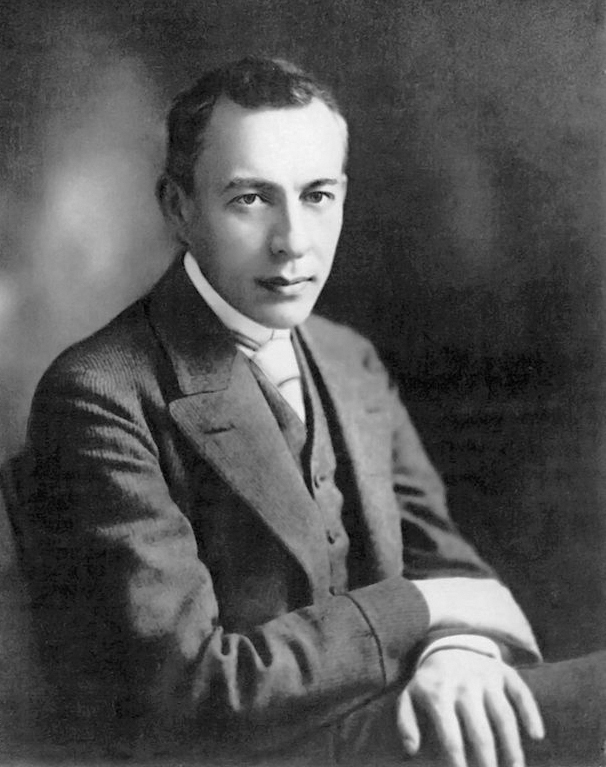
Der junge Rachmaninow 1901

Robert Schumann, der sich bewundernd über Chopin geäußert hatte („Hut ab, ihr Herren, ein Genie!“), fand in seiner Rezension in ihnen etwas „Krankes, Fieberndes, Abstoßendes.“
Es handele sich um „Skizzen, Etüdenanfänge, Ruinen, einzelne Adlerfittiche“, alles sei „bunt und wild durcheinander“ gemischt.
Theodor W. Adorno befasste sich nicht nur in seinen musiksoziologischen Schriften mit Chopin, der für ihn „ein bedeutender Komponist von großer Originalität und unverwechselbarem Ton“ war.
Die Préludes seien – neben den Kinderszenen Robert Schumanns – wegen ihres fragmentarischen Charakters, ihrer „fragend ins Unendliche deutenden Kurzform“ bemerkenswert und stellten eine Neuerung dar, ohne die Anton Weberns expressionistische Miniaturen oder Arnold Schönbergs op. 19 nur schwer denkbar seien.
Die Sammlung inspirierte zahlreiche Komponisten zu eigenen Préludes, bei denen der Einfluss des Chopinschen Vorbildes in unterschiedlichem Maße zu spüren ist. Zu ihnen zählen Alexander Skrjabin, Karol Szymanowski, Sergei Rachmaninow und Claude Debussy ebenso wie Dmitri Schostakowitsch, der nach seinem Zyklus mit 24 Preludes op. 34 (1932–1933) eine weitere Sammlung von 24 Präludien und Fugen für Klavier veröffentlichte, die zum Bachjahr 1950 entstand.
Skrjabin legte mit seinem Opus 11 ebenfalls einen Zyklus mit 24 Préludes vor, nach dem er noch mehrere andere Stücke dieser Gattung komponierte. Deren Entstehungsgeschichte zeigt nebenbei, wie er schrittweise das Chopinsche Vorbild überwand, das anfangs fast epigonal prägend war, und wie er in der Entwicklung der Harmonik bis an die Grenze der Tonalität und zur Neuen Musik vordrang.
Rachmaninows insgesamt 24 Préludes entstanden über einen langen Zeitraum, an dessen Beginn das berühmte cis-Moll-Prélude op. 3 Nr. 2 (1892/93) steht, dem sich später die beiden Sammlungen der 10 Préludes op. 23 (1901–1903) sowie der 13 Préludes op. 32 (1910) anschlossen.